# Бецци, Марио
Марио Бецци (итал. Mario Bezzi; 1868, Милан — 14 января 1927, Турин) — итальянский учёный-энтомолог, профессор зоологии Туринского университета. Доктор наук.

## Биография
Образование получил в Милане, затем в университете Павии. В студенческие годы провел ряд научных исследований, в частности, в области изучения двукрылых насекомых. В 1892 году окончил факультет естественных наук, к этому времени имея  несколько научных публикаций.
Бецци занимался систематикой Diptera. Разработал знаменитую теорию эволюции крыла у двукрылых и формирования новых таксономических субъектов в результате влияния условий их обитания на разных высотах.
Считается неодарвинистом, который установил с помощью проведенных экспериментов формирование новых изолированных животных популяций, адаптированных к окружающей среде и их морфологические изменения.
Возглавлял туринский музей естественной истории (Museo Regionale di Scienze Naturali, Torino).
В 1903 году вместе с энтомологами Кальманом Кертесом, П. Штейном (1852—1921) и T. Беккером подготовил каталог двукрылых Палеарктики — Katalog der Paläarktischen dipteren, который был издан в Будапеште.
Покончил жизнь самоубийством 14 января 1927, использовав цианид, которые был в его распоряжении, для проведения энтомологических исследований.

## Избранные научные публикации
- Diptera Brachycera and Athericera of the Fiji islands based on material in the British Museum [Natural History]. British Museum [Nat. Hist.], London: viii + 220 pp. (1928).
- Einige neue paläarrktische Empis-Arten. Pt. 1 18pp. (1909)
- Report on a collection of Bombyliidae from Central Africa 52 p. 1 pl (1911)
- Riduzione e scomparsa delle ali negli insetti ditteri 98 p. 11 figs (1916)
- Voyage Alluaud en Afrique Orientale. Bombyliidae & Syrphidae 35 p (1923)
- Ulteriori notizie sulla ditterofauna delle caverne. Atti Soc. Ven. -Trent. Sci. nat. 46: 177-187. (1907)
- Ditteri Eritrei raccolti dal Dott. Andreini e dal Prof. Tellini. Parte Seconda [1]. Boll. Soc. ent. ital. 39[1907]: 3-199. 1908
- Diptères suivi d'un Appendic e sur les Diptères cavernicoles recueillis par le Dr Absolon dans les Balcans. Arch. Zool. Exp. Gèn.  48: 1-87. (1911)
- Ditteri raccolti dal Prof. F. Silvestri durante il suo viaggio in Africa. Boll. Lab. Zool. gen. agr. Portici 8: 279-[281](1914).
- Contributo allo studio della fauna Libica. Materiali raccolti nelle zone di Misurata e Homs [1912-13] dal Dott. Alfredo Andreini, Capitano Medico. Ditteri. Annali del Museo Civico di Storia naturale di Genova, Serie 3. a 6[46]: 1-17 [?165-181](1914).
- Ditteri di Cirenaica raccolti dal Prof.Alessandro Ghigi durante l'escursione organizzata dal Touring Club Italiano nel mese d'Aprile 1920. Atti Soc. Ven. -Trent. Sci. nat.  60: 1921:.
- Materiali per lo studio della fauna Tunisia raccolti da G. e L. Doria. Annali del Museo Civico di Storia Naturale di Genova, Serie 3a 10[50] 1922: 1-43. (1922).
- Materiali per una fauna dell'Arcipelago Toscano. XVII. Ditteri del Giglio. Annali del Museo Civico di Storia Naturale di Genova, Serie 3a 10[50] 1925: 291-354 [1-64]1925:.
- Bezzi, M. & C. G. Lamb, 1926: XXIII. Diptera [excluding Nematocera] from the Island of Rodriguez. Trans. ent. Soc. Lond. 3/4]: 537-573 (1925).
- Bezzi, M. & T. de Stefani-Perez, : Enumerazione dei Ditteri fino ad ora raccolti in Sicilia. Naturalista Siciliano An. II [Nuova Serie] 1-3: 1-48. (1897).